# Georges-Frédéric de Kirchberg
Georges-Frédéric de Kirchberg (en allemand Georg Friedrich von Kirchberg) (Famroda, Allemagne, 3 mars 1683 - Hachenburg, 14 août 1749) est un noble allemand, fils de Georges-Louis de Kirchberg (1626-1686), burgrave de Kirchberg et seigneur de Farnroda, et de Madeleine-Christine de Manderscheid-Blankenheim (1658-1715).

## Règne
En 1741, à la suite du décès du dernier duc de Saxe-Eisenach, Guillaume-Henri de Saxe-Eisenach, Louis-François comte de Sayn-Wittgenstein-Berleburg (en allemand : Ludwig Franz Graf zu Sayn-Wittgenstein-Berleburg) réclame sa part d'héritage et entreprend de faire valoir les droits qu'il affirme détenir sur le comté de Sayn-Hachenburg. Il obtient le soutien de l'électeur palatin Charles-Philippe, alors vicaire du Saint-Empire romain germanique pendant l'interrègne suivant le décès de l'empereur Charles VI, qui envoie un bataillon de 700 soldats (sous le prétexte initial d'escorter les joyaux impériaux en prévision du couronnement à venir) pour soutenir ses prétentions. Les sujets calvinistes de Georges-Frédéric burgrave de Kirchberg, héritier du comté de Sayn-Hachenburg mais qui est luthérien, s'empressent de l'abandonner et se précipitent pour rendre hommage au prétendant Sayn-Wittgenstein-Berleburg.
L'affaire échoue d'une part grâce à l'intervention de Frédéric II de Prusse qui défendait les droits que l'époux de sa sœur, Charles-Guillaume-Frédéric de Brandebourg-Ansbach, détenait sur le comté de Sayn-Altenkirchen, également en héritage, et d'autre part à cause de l'intervention du nouvel empereur, Joseph Ier, qui provoque la défection de l'électeur palatin et le renoncement du comte de Sayn-Wittgenstein-Berleburg à ses prétentions. Charles-Guillaume-Frédéric de Brandebourg-Ansbach hérite de Sayn-Altenkirchen, Ernest-Auguste Ier de Saxe-Weimar (puis Saxe-Weimar-Eisenach), cousin de feu Guillaume-Henri, peut hériter du duché de Saxe-Eisenach après la clôture du testament de son prédécesseur, et Georges-Frédéric de Kirchberg recouvre son comté de Sayn-Hachenburg, dont la superficie atteint à peine 100 km2.
Georges-Frédéric de Kirchberg exige des excuses publiques de ses sujets révoltés et leur impose une forte amende qu'il fait recouvrer par 150 soldats afin de restaurer son autorité.

## Mariage et descendance
Le 19 mai 1708, il se marie avec Sophie-Amélie de Nassau-Ottweiler (1688-1753), fille du comte Frédéric-Louis de Nassau-Ottweiler (1651-1728) et de Christine de Ahlefeldt (1659-1695). Le couple a trois enfants :
- Guillaume-Louis de Kirchberg (1709-1751), marié avec Louise de Salm-Dhaun (1721-1791)
- Caroline (1720-1795), mariée avec Jean-Frédéric de Wied (1706-1791)
- Sophie-Charlotte (1731-1772), mariée avec Jean-Martin de Stolberg (1728-1795).